# Średzka Struga (dopływ Moskawy)
Średzka Struga – struga, prawy dopływ Moskawy o długości 13,57 km.
Koryto strugi na skutek prac hydrotechnicznych przybrało postać rowu melioracyjnego, łączy się z Średzką Strugą będącą dopływem Kopla. Uchodzi do Moskawy w Środzie Wielkopolskiej (między ul. Brodowską a Źrenicą - ul. Harcerska).
Zasilana jest licznymi kanałami. Między Koszutami a Środą Wielkopolską znajdują się Bagna Średzkie, na których występują rzadkie gatunki wodnych ptaków (m.in. rybitwa czarna). Jej dolina objęta jest obszarem nr. PLH300057 programu Natura 2000.